# Przedpiersie (anatomia)

Przedpiersie muchówki oznaczone liczbą 7

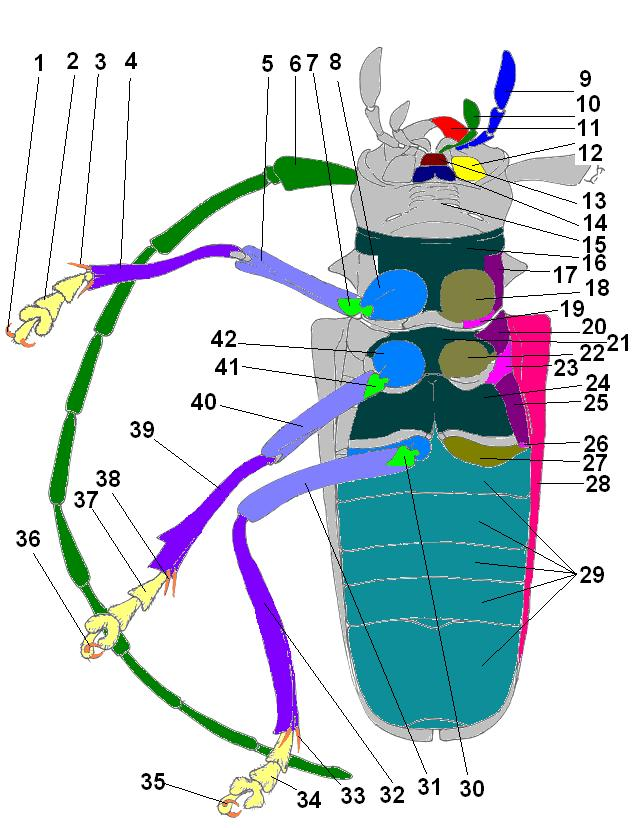
Przedpiersie kózki oznaczone liczbą 16

Przedpiersie (łac. prosternum) – sternum, czyli brzuszny skleryt przedtułowia owadów. Położony jest przed i pomiędzy przednimi biodrami.
Budowa przedpiersia jest zbliżona do budowy śródpiersia i zapiersia, choć często uproszczona. W skład przedpiersia wchodzi eusternum i położone za nim spinasternum, jednak płytki te mogą być ze sobą zlane. W związku z wykształceniem się błoniastej szyi brak w przedpiesiu elementów prekostalnych i antekostalnych. Linia dzieląca przedpiersie od śródpiersia biegnie brzusznie przez spinasternit i grzbietowo u nasady pierwszej fragmy, jednak zwykle przedpiersie i śródpiersie oddzielone są szeroką, błoniastą koniunktywą.
Z przedpiersia wyrastają apofizy sternalne, które mogą być wykształcone w profurca. Eusternum przedpiersia podzielone może być na przednie basisternum i tylne sternellum lub profurcasternum.